# Giovanny Sequera
Giovanny José Sequera Sequera (Venezuela; 14 de febrero de 2006) es un futbolista venezolano que juega de centrocampista en Metropolitanos Fútbol Club de la Primera División de Venezuela.

## Trayectoria
Como jugador de la plantilla de Metropolitanos, Sequera jugó partidos de Copa Libertadores en 2023, frente a Sport Club Internacional, Nacional y Deportivo Independiente Medellín, donde recibió una tarjeta roja por una jugada comprometedora en el encuentro frente al equipo brasileño.
Con la selección Sub-17 de Venezuela, haría labores de centrocampista, logrando la clasificación al mundial de la categoría y participando a su vez en la justa internacional celebrada en Indonesia. En su segundo partido en dicha competición, una entrada a destiempo ante un jugador mexicano le propiciaría una tarjeta roja en el mundial Sub-17.

## Selección nacional

### Participaciones internacionales
| Competición                 | Sede      | Resultado    | Partidos | Goles | Asist. |
| --------------------------- | --------- | ------------ | -------- | ----- | ------ |
| Sudamericano Sub-17 de 2023 | Ecuador   | 4.° lugar    | 7        | 0     | 0      |
| Copa Mundial Sub-17 de 2023 | Indonesia | Disputándose | 2        | 0     | 0      |

## Estadísticas

### Clubes
Actualizado al último partido disputado el 7 de octubre de 2023.
| Club                             | Div.          | Temporada     | Liga  | Liga  | Liga   | Copas nacionales | Copas nacionales | Copas nacionales | Copas internacionales | Copas internacionales | Copas internacionales | Total | Total | Total  |
| Club                             | Div.          | Temporada     | Part. | Goles | Asist. | Part.            | Goles            | Asist.           | Part.                 | Goles                 | Asist.                | Part. | Goles | Asist. |
| -------------------------------- | ------------- | ------------- | ----- | ----- | ------ | ---------------- | ---------------- | ---------------- | --------------------- | --------------------- | --------------------- | ----- | ----- | ------ |
| Metropolitanos F. C. · Venezuela | 1.ª           | 2023          | 4     | 0     | 0      | 0                | 0                | 0                | 2                     | 0                     | 0                     | 6     | 0     | 0      |
| Metropolitanos F. C. · Venezuela | Total club    | Total club    | 4     | 0     | 0      | 0                | 0                | 0                | 2                     | 0                     | 0                     | 6     | 0     | 0      |
| Total carrera                    | Total carrera | Total carrera | 4     | 0     | 0      | 0                | 0                | 0                | 2                     | 0                     | 0                     | 6     | 0     | 0      |